# Río Piranhas
El río Piranhas (en portugués: Río Piranhas-Açu), también conocido como río Açu, es un río del noreste de Brasil. Se origina en el sudeste del estado de Paraíba, cerca de la frontera con Ceará, y fluye hacia el noreste a través de los estados de Paraíba y Rio Grande do Norte para desembocar en el Océano Atlántico cerca de Macau. Su principal afluente es el Seridó, que tiene su origen en la meseta de Borborema, en el centro de Paraíba, y fluye hacia el noroeste para encontrarse con el Piranhas.